# الاصابه
الاصابة فی تمییز الصحابة کتابی از ابن حجر عسقلانی و دربارهٔ شرح حال صحابهٔ پیامبر اسلام است. این اثر از مهم‌ترین، مفصل‌ترین و جامع‌ترین آثاری است که در این‌باره نوشته شده‌است. کتاب از هشت بخش تشکیل شده و نام صحابه به ترتیب ابجد آمده‌است.